# Гёнен (Балыкесир)
Гёнен (тур. Gönen) — город и район в иле провинции Балыкесир в Турции. Расположен на правом берегу реки Гёнен, текущей с Иды на северо-восток и впадающей в Мраморное море, известной в античности как Эсеп (др.-греч. Αἴσηπος, лат. Aesepus). Речным богом был сын Океана и Тефиды.

## История
Археологические данные показывают, что люди жили здесь с древнейших времён. Эти земли входили в состав различных государств, пока в 1399 году не были окончательно завоёваны турками.
В 1859 году здесь были расселены прибывшие в Османскую империю беженцы с Крыма и Кавказа, а в 1878 году к ним добавились беженцы с Балкан. В 1881 году был образован район Гёнен, а в 1885 году его административный центр получил статус города.
В 1912 году здесь жили турки — 25 601 человек, греки — 2850 человек.